# Humprecht Czernin von Chudenitz
Humprecht der Ältere Czernin von Chudenitz (* 15. April 1570; † 22. April 1632 in Radenín) war Unterkämmerer des Königreichs Böhmen, der sich 1618 im Ständeaufstand gegen die Habsburger stellte, aber begnadigt wurde und danach hohe Posten in der Verwaltung Böhmens einnahm. An der Revision der Landtafel war er wesentlich mitbeteiligt. Sein Bruder war der Diplomat Hermann Czernin von Chudenitz.
Während des böhmischen Ständeaufstands hatte er sich gegen den habsburgischen König Ferdinand II. gestellt und Kurfürst Friedrich von der Pfalz als böhmischen König unterstützt. Obwohl er damit als Mitglied des Direktoriums der böhmischen Ritterschaft meineidig geworden war, hat ihn am 20. Februar 1620 nicht verhaftet, da er nur in den Landtafelsachen mitarbeitete und überdies schon im Jahre 1616 resigniert hatte. Stattdessen stellte ihn nur unter bewachten Hausarrest. Er wurde auch nicht von der Halsgerichtskommission, sondern nur vor die Konfiskations-Kommission gestellt, und – da er seine Unschuld beweisen konnte – zusammen mit seinem Sohn Johannes von der Anklage los und ledig gesprochen.
Er musste sich jedoch für den erteilten „Pardon“ 1.500 Gulden an das Alumat des Klosters St. Jakob in Prag zu zahlen.
1621 konvertierte er zum katholischen Glauben. 1623 war er Burggraf von Königgrätz, 1624 von Karlstein, 1625 Hauptmann der Prager Burg und wurde von Kaiser Ferdinand II. in die Kommission für die Codifizierung der Verneuerten Landesordnung berufen. 1629 wurde er in den Freiherrenstand erhoben. 1632 starb er als Kaiserlicher Rat, Kämmerer, königlicher Statthalter und Landesrichter.